# Селник (Лудбрег)
Селник (хорв. Selnik) — населений пункт у Хорватії, в Вараждинській жупанії у складі міста Лудбрег.

## Населення
Населення за даними перепису 2011 року становило 844 осіб.
Динаміка чисельності населення поселення:

## Клімат
Середня річна температура становить 10,53 °C, середня максимальна – 25,02 °C, а середня мінімальна – -5,97 °C. Середня річна кількість опадів – 790 мм.
| Клімат поселення                              | Клімат поселення | Клімат поселення | Клімат поселення | Клімат поселення | Клімат поселення | Клімат поселення | Клімат поселення | Клімат поселення | Клімат поселення | Клімат поселення | Клімат поселення | Клімат поселення | Клімат поселення |
| Показник                                      | Січ.             | Лют.             | Бер.             | Квіт.            | Трав.            | Черв.            | Лип.             | Серп.            | Вер.             | Жовт.            | Лист.            | Груд.            |                  |
| Середній максимум, °C                         | 5,51             | 7,38             | 11,99            | 16,48            | 22,07            | 25,02            | 23,85            | 23,20            | 19,16            | 14,45            | 8,56             | 4,71             |                  |
| Середня температура, °C                       | −0,2             | 1,65             | 6,26             | 10,73            | 16,34            | 19,28            | 20,26            | 19,60            | 15,54            | 10,84            | 4,96             | 1,11             |                  |
| Середній мінімум, °C                          | −5,97            | −4,08            | 0,51             | 5,00             | 10,60            | 13,54            | 16,68            | 16,02            | 11,95            | 7,25             | 1,36             | −2,46            |                  |
| Норма опадів, мм                              | 39               | 40               | 49               | 61               | 71               | 89               | 83               | 79               | 76               | 71               | 76               | 56               |                  |
| Середньомісячна швидкість вітру, м/с          | 2.10             | 2.40             | 2.70             | 2.70             | 2.50             | 2.20             | 2.16             | 1.90             | 2.00             | 2.00             | 2.18             | 2.20             |                  |
| Середньомісячна сонячна радіація, кДж/м²·день | 4000             | 6732             | 10598            | 14994            | 19109            | 21060            | 21565            | 18968            | 13987            | 8642             | 4502             | 3265             |                  |
| --------------------------------------------- | ---------------- | ---------------- | ---------------- | ---------------- | ---------------- | ---------------- | ---------------- | ---------------- | ---------------- | ---------------- | ---------------- | ---------------- | ---------------- |
| Джерело:                                      |                  |                  |                  |                  |                  |                  |                  |                  |                  |                  |                  |                  |                  |